# Klášter Brou
Klášter Brou je pozdněgotická stavba v Bourg-en-Bresse ve francouzském departementu Ain.
Klášter založila roku 1505 Markéta Habsburská na věčnou památku svého druhého zesnulého manžela Filiberta Savojského. Manželé jsou pohřbeni společně s Markétinou tchyní Markétou Bourbonskou. Celý komplex je vystavěn ve stylu flamboyantní gotiky. 
Za rok 2014 byl Francouzi zvolen nejoblíběnější památkou.